# Mölnvik

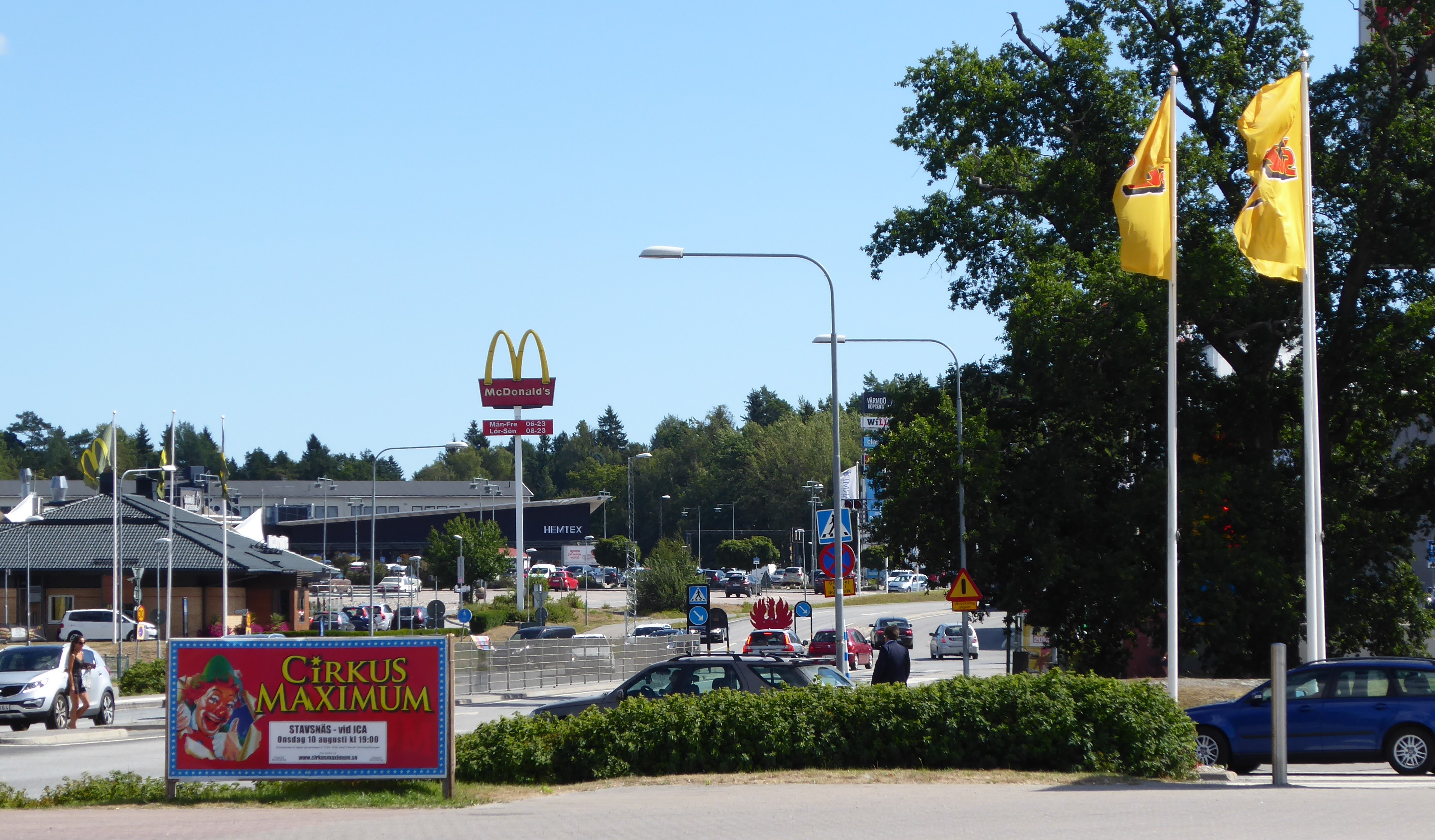
Mölnvik köpcentrum

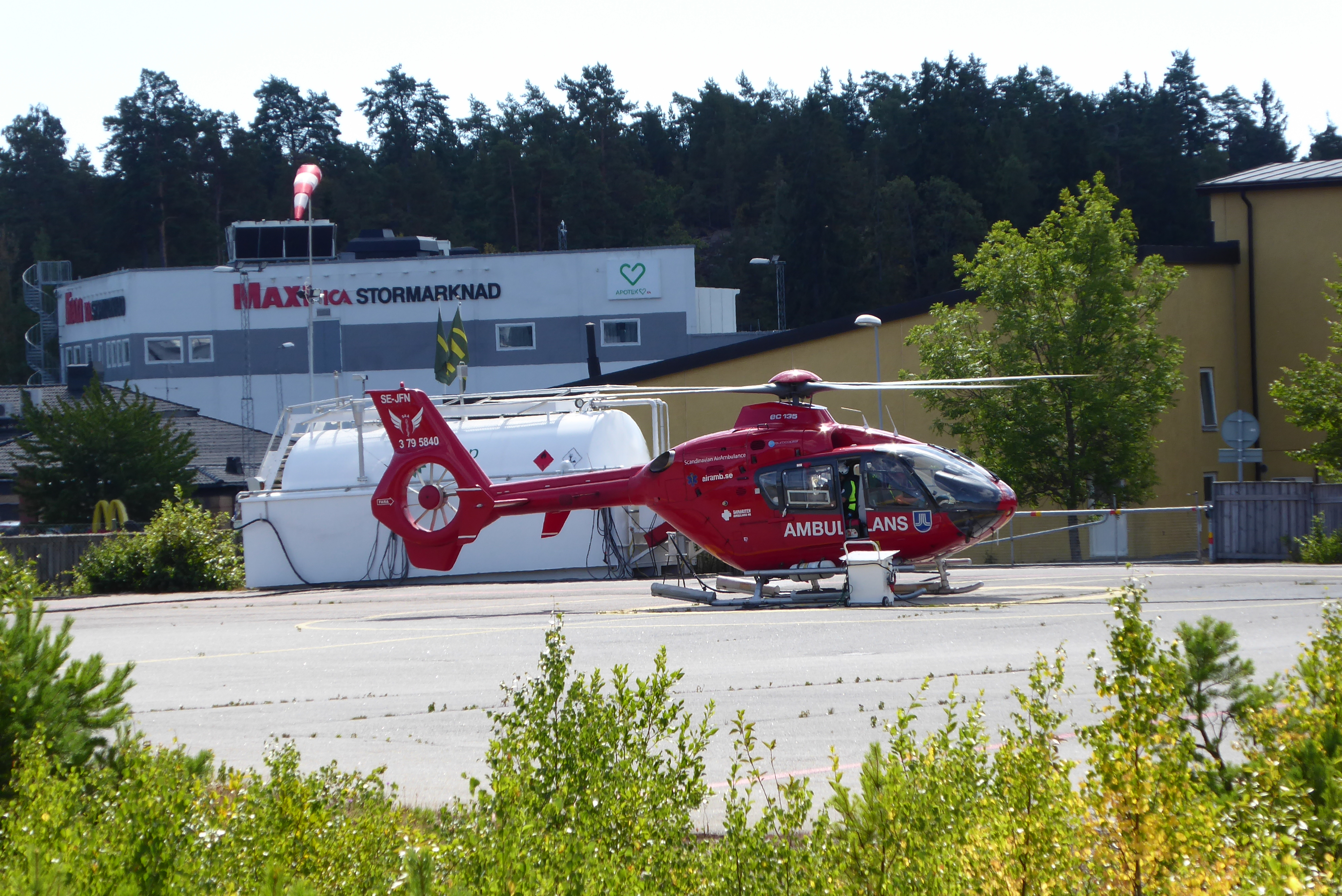
Mölnviks tidigare heliport 2016, nedlagt 2017, med en av Stockholms läns landstings två ambulanshelikoptrar, en Eurocopter EC 135

Mölnvik är ett tidigare industriområde beläget i Gustavsbergs centrala del i Värmdö kommun i Stockholms län. Mölnvik ligger där Värmdövägen och Länsväg 222 går samman. Området domineras numera av köpcentrumet Värmdö köpcentrum, men här återfinns även Värmdö brandstation. I anslutning till brandstationen fanns till september 2017 Stockholms läns landstings ambulanshelikopterbas.